# Bonfim do Piauí
Bonfim do Piauí é um município brasileiro do estado do Piauí. Localiza-se a uma latitude 09º09'57" sul e a uma longitude 42º52'27" oeste, estando a uma altitude de 0 metros. Sua população estimada em 2004 era de 4 832 habitantes.
Possui uma área de 356,21 km².

## Localização
| Noroeste: São Braz do Piauí            | Norte: São Braz do Piauí e São Raimundo Nonato | Nordeste: São Raimundo Nonato                |
| Oeste: Anísio de Abreu e Várzea Branca |                                                | Leste: São Raimundo Nonato                   |
| Sudoeste: Várzea Branca                | Sul: Várzea Branca                             | Sudeste: Várzea Branca e São Raimundo Nonato |